# Chronischevermoeidheidssyndroom
Het chronischevermoeidheidssyndroom (CVS) (oftewel Chronic Fatigue Syndrome, CFS) is een syndroombeschrijving die eind jaren 1980 werd geïntroduceerd door de Centers for Disease Control and Prevention (CDC) naar aanleiding van twee ziekte-uitbraken in de Verenigde Staten. Vermoed wordt dat het hier twee uitbraken van de ziekte myalgische encefalomyelitis betrof.
In een deel van de medische literatuur werden de diagnoses ME en CVS vervolgens door elkaar gebruikt. Later verschenen er nieuwe definities van CVS en verschoof geleidelijk de betekenis. In de ICD-10-CM valt CVS onder onverklaarde vermoeidheid en malaise, waarbij (onder meer) ME is uitgesloten.
Volgens de CDC is het hoofdkenmerk van het chronischevermoeidheidssyndroom inspanningsintolerantie: een relatief geringe inspanning leidt al tot uitputting, waarbij bovendien het herstel langer dan 24 uur duurt.
Hoewel de term CVS oorspronkelijk alleen was bedoeld voor wetenschappelijk onderzoek, wordt hij tegenwoordig ook gebruikt in de klinische praktijk. Omdat CVS alleen een beschrijving van klachten is, is nader medisch onderzoek altijd gewenst.

## Symptomen
De symptomen van CVS zijn in de wetenschappelijke literatuur diverse malen uitgewerkt tot criteria. De definities verschillen onderling sterk van elkaar.
De bekendste criteria, en het meest gebruikt, zijn de CDC-criteria van 1994. Deze luiden samengevat als volgt:
- Hoofdcriterium: klinisch geëvalueerde chronische vermoeidheid die:
  - onverklaarbaar is;
  - continu aanwezig is, of herhaaldelijk terugkeert;
  - nieuw is, of een duidelijk begin heeft (niet het hele leven al aanwezig);
  - niet het resultaat is van voortdurende belasting;
  - niet duidelijk minder wordt door rust;
  - een aanzienlijke afname van het vroegere activiteitenniveau op het gebied van werk, studie, sociale of persoonlijke activiteiten tot gevolg heeft.
- Nevencriteria: het tegelijkertijd voorkomen van ten minste vier van de volgende symptomen. Deze symptomen moeten allemaal een periode van ten minste zes achtereenvolgende maanden aanhouden of gedurende deze periode steeds weer terugkeren. Ze mogen niet reeds hebben bestaan voor de vermoeidheid begon.
  - de patiënt geeft aan dat hij of zij een verslechtering van het kortetermijngeheugen of van het concentratievermogen ervaart die zo ernstig is dat het een aanzienlijke vermindering van het vroegere activiteitenniveau op het gebied van werk, studie, sociale of persoonlijke activiteiten tot gevolg heeft;
  - zere keel;
  - gevoelige cervicale of axillaire lymfeklieren;
  - spierpijn;
  - hoofdpijn die qua vorm, patroon en ernst nieuw is;
  - slaap waar de patiënt niet van uitrust;
  - na inspanning malaisegevoel dat meer dan 24 uur aanhoudt;
  - pijn in verschillende gewrichten zonder zwelling of roodheid.
- Uitsluitingscriteria: de diagnose CVS mag niet worden gesteld als de vermoeidheid kan zijn veroorzaakt door:
  - een bekende aandoening die vermoeidheid als gevolg heeft (moet dus worden onderzocht);
  - een ernstige depressie met psychotische of melancholische kenmerken;
  - medicijnen met vermoeidheid als bijverschijnsel;
  - eetstoornissen (anorexia, boulimia of ernstige vetzucht);
  - misbruik van alcohol of andere middelen.

Volgens een vergelijkend onderzoek zouden ME-patiënten niet meer dan de helft uitmaken van alle personen die aan deze criteria voldoen. De auteurs achten het belang van inspanningsintolerantie onderbelicht.

## Geschiedenis
De diagnose myalgische encefalomyelitis dateert uit 1956 toen kort na elkaar diverse uitbraken van de ziekte hadden plaatsgevonden en bij enkele autopsies ontstekingen in hersenen en ruggenmerg werden geconstateerd. Voor die tijd was als diagnose (epidemische) Neuromyasthenie gebruikelijk. De Canadese wetenschapper Byron Hyde geeft als enkele eerdere diagnoses die min of meer hetzelfde ziektebeeld beschrijven Atypical poliomyelitis en Musculaire reumatiek (Sydenham, 1681). Beschrijvingen van het ziektebeeld gaan, aldus Hyde, terug tot papyrus-fragmenten van 1900 en 1400 v.Chr.
De diagnose ME werd - met de doorgaans weggelaten toevoeging benigne (goedaardig) - in 1969 opgenomen in de ziekteclassificatie van de Wereld Gezondheidsorganisatie, waar het tegenwoordig staat gerangschikt onder postviraal vermoeidheidssyndroom in het hoofdstuk 'overige hersenaandoeningen'. In Nederland wordt door o.a. UWV gebruikgemaakt van de van de WHO-classificatie afgeleide CAS code, waar ME met de code N690 staat vermeld als ziekte van het zenuwstelsel.
In Japan is de ziekte bekend geworden onder de naam "Low natural killer cell syndrome", naar een veel voorkomende afwijking.
Nadat het CDC in 1994 een relatief eenvoudig te hanteren set van criteria voor de werkdiagnose "chronisch vermoeidheidssyndroom" had geïntroduceerd, raakte de diagnose ME in het wetenschappelijk onderzoek in onbruik; vrijwel al het onderzoek op dit gebied vond sindsdien plaats bij mensen die voldoen aan deze criteria voor CVS. Een uitzondering hierop is het werk van de Nightingale Research Foundation. Sinds 2007 is de internationale specialistenorganisatie IACFS/ME, in navolging van veel patiëntenorganisaties, voorstander van het gebruik van de gecombineerde aanduiding ME/CVS.

## Oorzaken
CVS is een syndroomomschrijving en geeft dus geen oorzaak aan. Hoewel de term is bedoeld voor het onderscheiden van patiënten die lijden aan myalgische encefalomyelitis, valt niet uit te sluiten dat ook anderen aan de gestelde criteria voldoen. Zeker als de ruime CDC-criteria van 1994 worden gehanteerd, is het dan ook niet verrassend dat bij wetenschappelijk onderzoek naar CVS een gevonden afwijking altijd slechts bij een gedeelte van de onderzochte patiënten voorkomt. In onderzoek waarbij de striktere Canadese criteria worden toegepast wordt een abnormaal lage efficiëntie van de ATP productie gemeten.
Omdat nog niet systematisch is onderzocht in hoeverre dat steeds dezelfde patiënten zijn, kunnen de gevonden afwijkingen niet automatisch worden toegeschreven aan de ziekte ME. Een sluitende biomedische verklaring is dan noodzakelijk.

### Ontstaan
CVS ontstaat in veel gevallen na een acute infectie, hoewel sommige patiënten een langzaam, sluipend begin ervaren. Ook bloedtransfusies en hepatitus B vaccinaties zijn met het ontstaan van de aandoening in verband gebracht.
Er zijn aanwijzingen voor een relatie met bepaalde veelvoorkomende virussen, waaronder herpesvirussen zoals het Epstein-Barrvirus, maar ook enterovirussen zoals Coxsackie B en poliovirussen. Bij een onderzoek in 2007 werden bij 82% van de volgens CVS-criteria onderzochte patiënten enterovirussen aangetoond in maagbiopten. Bij vrijwel alle patiënten werd een milde chronische ontsteking geconstateerd.
Fysieke en mentale stress kunnen de aandoening verergeren.

### Vatbaarheid, behandeling en prognose
Het aantal personen op wie de omschrijving 'CVS' van toepassing is, hangt sterk af van de gekozen definitie. De ME/CVS-Stichting Nederland noemt als omvang van haar doelgroep aantallen van 60.000 tot 150.000 patiënten. In vergelijking tot ME is er een hoger percentage jongeren bij wie CVS is vastgesteld.
Er is geen geneeswijze bekend; behandelingen gericht op diverse symptomen helpen sommige patiënten. De behandeling bestaat daarom vooral uit symptoombestrijding. Daarnaast zijn er experimenten, onder meer met hoge doses van vitamine B of carnitine. Omdat CVS een complex ziektebeeld is, bestaat het risico dat alle klachten van de patiënt hieraan worden toegeschreven waardoor bijkomende ziektes worden gemist.
Het lijkt erop dat degenen bij wie CVS vroeg is vastgesteld, en voldoende rust nemen in de acute fase van de ziekte, bij terugvallen het meest herstellen. Overmatige inspanning kan de symptomen verergeren. In een retrospectief, niet vergelijkend, ongeblindeerd onderzoek naar het effect van azithromycine, een antibioticum, werd door 58 van 99 patiënten aangegeven dat hun klachten verminderden. Het niveau van de stof acetylcarnitine was in deze groep ook lager. Het mechanisme van dit effect, dat nog in nader onderzoek bevestigd zou moeten worden, is nog onbegrepen; ook de auteurs geven in hun hypothesen naar aanleiding van deze bevinding niet aan dat ze verwachten dat dit door een effect op een bacteriële infectie zou komen. Retrospectieve onderzoeken hebben in de geneeskunde slechts een zeer beperkte bewijskracht.
Het verloop is variabel en onvoorspelbaar. Na de beginfase vertoont de ziekte deze in de meeste gevallen door de jaren heen een patroon van verslechtering en verbetering. De meesten worden geleidelijk iets beter, een belangrijke minderheid blijft echter ernstig aangedaan.
Bij een subgroep van patiënten die een inefficiënte ATP productie hebben is een verhoging van deze productie effectief. Gemiddeld werd de ATP productie met 44% verbeterd en de klinische klachten verbeterden vergelijkbaar. De behandeling bestaat uit het verhogen van de stoffen die betrokken zijn bij de ATP productie en verminderen van stoffen die de productie schaden.
In Engeland, België en Nederland is getracht om patiënten te behandelen met een combinatie van cognitieve gedragstherapie en geleidelijke activering. De veronderstelling daarbij is dat men soms niet weet wat de lichamelijke oorzaak van de klachten is. Dat wil echter niet zeggen dat de klachten dus psychisch zijn. Omdat de oorzaak dus onduidelijk is, kan die ook niet behandeld worden met cognitieve gedragstherapie. Wel kan gewerkt worden aan de negatieve gevolgen van CVS. Negatieve gevolgen kunnen angst, boosheid, de uitval op werk en school of vermijding van beweging of juist over-activiteit zijn. Door aan deze negatieve gevolgen te werken kan een verbetering van de klachten worden bereikt. Deze filosofie wordt onder andere aangehangen door het Nijmeegs Kenniscentrum Chronische Vermoeidheid, waar op basis van een biopsychosociaal model met cognitieve gedragstherapie wordt gewerkt. Volgens een Belgische evaluatie-studie leidt deze benadering tot een negatief effect op het functioneren.
Een ander onderzoek concludeert tot positieve effecten op enkele symptomen (vermoeidheid, stemming en lichamelijke fitheid) bij sommige CVS/ME-patiënten maar leidde niet tot een verbetering in cognitieve functies of levenskwaliteit.
Het Nijmeegse model bleek bij een bevolkingsonderzoek wel toepasbaar op psychische vermoeidheid, maar niet op CVS.
Cognitieve gedragstherapie wordt (met een heel andere invalshoek) ook wel gebruikt om het leren omgaan met een chronische ziekte te vergemakkelijken en op die manier de levenskwaliteit te verbeteren. Bij CVS worden er wat dat betreft evenwel betere resultaten gerapporteerd over methoden als pacing (afwisseling van activiteit en rust) en envelope (opbouwen van reserve). Hier is nog geen wetenschappelijk onderzoek naar gedaan.

## Wetenschappelijk onderzoek

### Nederland
Wetenschappelijk onderzoek naar CVS wordt in Nederland voornamelijk gefinancierd via ZonMw en door het Zorginstituut Nederland. Daarbij is de aandacht tot nu toe vooral uitgegaan naar cognitieve gedragstherapie. Uitvoerder is veelal het Nijmeegs Kenniscentrum voor Chronische Vermoeidheid. De effectiviteit van deze behandeling is nog niet geheel duidelijk. Uit sommige onderzoeken komen negatieve resultaten, andere onderzoeken laten echter ook matig tot positieve resultaten zien. Op kleinere schaal vindt ook onderzoek naar inspanningsintolerantie en naar medicijnen plaats, met name door het CVS Onderzoekscentrum te Amsterdam. Biomedisch onderzoek naar de oorzaken van CVS is in Nederland zeldzaam, evenals wetenschappelijk onderzoek naar praktijkervaringen.

### Noorwegen
In een kleinschalig fase-II onderzoek, dubbelblind en placebo-gecontroleerd, naar de effectiviteit van Rituximab (merknaam MabThera®) bij 30 me/cvs patiënten bleek dat tien van de vijftien ME/CVS-proefpersonen een vermindering van hun symptomen vertoonden en twee personen volledig herstelden. De studie werd uitgevoerd door twee Noorse oncologen, professoren Øystein Fluge en Olav Mella van het Haukland Universitair Ziekenhuis te Bergen (Noorwegen), en werd op 19 oktober 2011 gepubliceerd in PLOS ONE. Rituximab is een soort antistof die het lichaam zelf B-lymfocyten laat opruimen. De theorie hierachter is dat B-lymfocyten auto-antistoffen aanmaken en daardoor het lichaam ziek maken. Als dit correct blijkt te zijn, dan zou me/cvs een auto-immuunziekte zijn. Volgens Fluge en Mella leidt Rituximab met een vertraging van 2 tot 7 maanden tot een tijdelijke afname van het gehele klachtenpatroon bij twee derde van de patiënten. Nadien kan de behandeling herhaald worden. Na de publicatie van de resultaten van het fase-II onderzoek werd gezocht naar financiering voor fase-III onderzoek met grotere groepen patiënten, waarvan de resultaten binnen een tweetal jaar worden verwacht. Op 28 november 2011 maakte de Noorse regering bekend de studie naar de effecten van Rituximab op me/cvs-patiënten te steunen met een bedrag van 2 miljoen NOK, ongeveer 270 000 euro.
Rituximab is een zwaar geneesmiddel met bijwerkingen. De behandeling met Rituximab is tevens heel duur. Theo Wijlhuizen, cvs/me internist, MC Zuiderzee Lelystad, waarschuwt tegen het gebruik van Rituximab (en/of andere chemotherapieën) bij me/cvs-patiënten. Me/cvs lijkt in niets op de aandoeningen waarvoor het medicament wordt voorgeschreven. De kans dat het bij me/cvs dan ook zou werken wordt gering ingeschat, terwijl de bijwerkingen (tot in het derde geslacht) nog onbekend en ernstig kunnen zijn. Met dit soort chemomiddelen zou dus niet de oorzaak van me/cvs aangepakt worden, maar in het gunstigste geval een gevolg, waarbij het middel erger kan zijn dan de kwaal.

## Differentiaaldiagnoses
Bij een patiënt die klachten heeft van chronische vermoeidheid kunnen de volgende ziekten overwogen worden. Sommige ziekten komen veel voor (depressies, aneamie, schildklierafwijkingen, Diabetes Mellitus), sommigen zijn (zeer) zeldzaam (Myasthenia gravis, SLE, polio). Afhankelijk van bijkomende klachten, leeftijd, geslacht, vaccinatiestatus, etniciteit, buitenlandse reizen, eventuele afwijkingen bij lichamelijk onderzoek en oriënterend laboratoriumonderzoek zijn bepaalde klachten meer of minder waarschijnlijk.
- Psychisch
  - Depressie.
  - Burn-out.
  - Surmenage (synoniem overspannenheid).[36]
  - Angststoornissen, met name hypochondrie.
- Internistisch
  - Anemie.
  - Hypothyreoïdie.
  - Diabetes mellitus.
  - Hormonale afwijkingen van bijnier, schildklier of hypofyse.
  - SLE (Systemische lupus erythematodes).
- Infectieus
  - Zeer veel verschillende infecties, o.a. hepatitis.
  - Postpoliosyndroom (Zeldzaam in Nederland door vaccinaties).
  - Lymeziekte.
  - EBV, veroorzaker van de ziekte van Pfeiffer
- Neurologisch.
  - Multiple sclerose.
  - Myasthenia gravis.
- Overig
  - Orgaandysfunctie van hart, longen, lever of nieren door vele oorzaken.
  - (Chronische) intoxicaties en stapelingsziekten.
  - Slaapstoornissen zoals apneu.
  - Bijwerkingen geneesmiddelen.
  - Effect van sedativa.
  - Overmatig gebruik van alcohol of drugs.
  - Neoplasmata.

## Richtlijnen
In 2013 bracht het CBO een richtlijn voor CVS uit, in samenwerking met het Nederlands Huisartsen Genootschap, de ME/CVS-Stichting Nederland en de Steungroep ME en Arbeidsongeschiktheid. In deze richtlijn wordt cognitieve gedragstherapie als enige behandeling aanbevolen.
In 1996 kwam het TICA met een richtlijn over het medisch arbeidsongeschiktheidscriterium, met een aparte paragraaf over 'moeilijk objectiveerbare aandoeningen'. Daarin is als leidraad gegeven:
"Het feit dat er geen lichamelijke of psychische oorzaken gemeten of aangetoond kunnen worden betekent niet dat er daarom geen stoornissen, beperkingen en handicaps bestaan." Deze richtlijn is nog steeds geldig.
Elders zijn richtlijnen voor ME/CVS uitgebracht in Canada, Australië, Engeland, de Verenigde Staten, en Noorwegen.

### Verzekeringsprotocol
In 2007 publiceerde de Gezondheidsraad een verzekeringsprotocol voor CVS. Hierin wordt niet gerefereerd aan ME. In dit protocol erkent de Gezondheidsraad CVS als een reële en invaliderende aandoening, met zowel fysieke als cognitieve beperkingen. Vanuit de patiëntenorganisaties is dit protocol niettemin sterk bekritiseerd. De organisaties stellen onder meer dat de omschrijving van het ziektebeeld onherkenbaar is en dat er overdreven aandacht is voor Cognitieve Gedragstherapie. Het protocol zou vanaf 1 januari 2008 door UWV worden gebruikt.